# Daniel Goldhagen

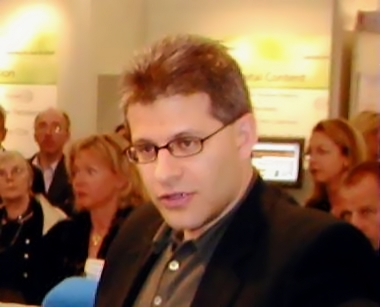
Daniel Goldhagen

Daniel Jonah Goldhagen (Boston, 30 de juny de 1959) és un escriptor nord-americà i exprofessor associat de ciències polítiques i sociologia de la Universitat Harvard. Goldhagen va ser conegut internacionalment per haver escrit dos llibres controvertits sobre l'Holocaust: Els botxins voluntaris de Hitler (1996) i Un judici moral (2002). També ha escrit Pitjor que la guerra, un llibre de 2009 que examina el fenomen del genocidi.

## Primers anys
Daniel Jonah Goldhagen va néixer a Boston i va créixer a Newton, també a Massachusetts. La seva esposa és Sarah Williams Goldhagen, una historiadora de l'arquitectura i crítica de la revista The New Republic. El seu pare Erich Goldhagen fou professor a la Universitat Harvard i supervivent de l'Holocaust que va viure a un gueto de jueus romanesos a Txernivtsí, actual Ucraïna. Goldhagen es refereix al seu pare com un "model de sobrietat i probitat intel·lectual". Així, ha escrit que la seva "comprensió del nazisme i de l'Holocaust està en gran deute" amb la influència del seu pare.
En 1977, Goldhagen va ingressar a la Universitat Harvard, on va estar uns vint anys com a estudiant de pregrau, postgrau i després com a professor ajudant en el Departament d'Estudis Socials i de Govern. Durant els seus estudis de postgrau, va assistir a una conferència de Saul Friedländer que li va permetre veure que el debat funcionalisme versus intencionalisme no contestava la pregunta per què les persones havien executat l'ordre donada per Hitler d'aniquilar als jueus. Goldhagen volia investigar qui eren els alemanys que havien matat als jueus i les raons de la matança.

## Carrera
Com a estudiant de postgrau, Goldhagen investigà als arxius alemanys. La tesi d'Els botxins voluntaris de Hitler: els alemanys corrents i l'Holocaust proposa que, durant l'Holocaust, diversos assassins eren alemanys comuns, que van matar per haver estat criats en una cultura profundament antisemita i, per tant, van ser aculturats —"llests i disposats"— per executar els plans genocides de l'Alemanya nazi.
La primera publicació notable de Goldhagen va ser la ressenya "False Witness" del llibre Why Did the Heavens Not Darken (1988) de l'historiador Arno Mayer, que va ser publicada a la revista New Republic el 1989. Goldhagen va sostenir que "l'enorme error intel·lectual de Mayer" és adscriure la causa de l'Holocaust a l'anticomunisme abans que a l'antisemitisme. Així mateix, va criticar l'afirmació de Mayer que la major part de les massacres de jueus a la Unió Soviètica durant les primeres setmanes de l'Operació Barbarroja en l'estiu de 1941 van ser comeses per locals, amb participació de la Wehrmacht, i el va acusar de traduir els fets sobre la conferència de Wannsee (1942) on es va planificar el genocidi de jueus europeus i no (com Mayer va dir) simplement el seu reassentament. Goldhagen també acusà Mayer d'obscurantisme, de suprimir fets històrics i ser un apologista de l'Alemanya nazi, com Ernst Nolte per intentar "des-demonitzar" el nacionalsocialisme. El 1989, Lucy Dawidowicz ressenyà el mateix llibre i elogià la ressenya de Goldhagen, a qui identificà com un historiador de l'Holocaust en ascens que refutà formalment la "falsificació [histórica] de Mayer".
El treball de Goldhagen resumeix quatre elements històrics, analitzats de manera separada, com van ser presentats en els llibres Un judici moral (2002) i Pitjor que la guerra (2009): (i) la descripció (el que va succeir); (ii) l'explicació (per què va passar?); (iii) avaluació moral (judici); i (iv) prescripció (què s'ha de fer?). Segons Goldhagen, els seus estudis sobre l'Holocaust aborden qüestions sobre les particularitats polítiques, socials i culturals darrere d'altres genocidis: "Qui els va dur a terme?" "Què tenen en comú les matances massives, malgrat les diferències temporals i culturals?"; amb aquest propòsit, va escriure Pitjor que la guerra: genocidi, eliminacionisme i la contínua agressió contra la humanitat sobre la naturalesa global del genocidi i evitar aquests crims contra la humanitat.

## Obres
- Els botxins voluntaris de Hitler: els alemanys corrents i l'holocaust (Hitler's Willing Executioners Ordinary Germans and the Holocaust). Traduït al castellà per Jordi Fibla. Madrid: Taurus, 1998. ISBN 84-306-0015-9
- Un judici moral (A Moral Reckoning: The Role of the Catholic Church in the Holocaust and Its Unfulfilled Duty of Repair). Traduït al castellà com La Iglesia católica y el Holocausto: una deuda pendiente. María Condor, Jesús Cuéllar, Pablo Hermida. Madrid: Taurus 2002. ISBN 84-306-0491-X
- Pitjor que la guerra: genocidi, eliminacionisme i la contínua agressió contra la humanitat (Worse Than War, Eliminationism, and the Ongoing Assault on Humanity ). Publicat en castellà per Madrid: Taurus, 2010. ISBN 84-306-0778-1